# Tremestieri Etneo
Tremestieri Etneo (tiếng Sicilia: Trimmisteri) là một đô thị ở tỉnh Catania trong vùng Sicilia, có khoảng cách khoảng 160 km về phía đông nam của Palermo và cách khoảng 8 km về phía bắc của Catania. Tại thời điểm ngày 31 tháng 12 năm 2004, đô thị này có dân số 21.144 người và diện tích là 6,5 km².
Tremestieri Etneo giáp các đô thị: Catania, Gravina di Catania, Mascalucia, Pedara, San Giovanni la Punta, San Gregorio di Catania, Sant'Agata li Battiati.